# 王源中
王源中（？—838年），字正蒙，雍州咸阳人，武则天宰相王方庆的玄孙。
嗜酒貪杯，唐憲宗元和二年（807年）丁亥科狀元。同榜有白行簡等。唐文宗曾赐他两大盘酒，一飲而盡。累遷左補闕，轉任戶部郎中、侍郎。出任山南西道節度使，終官刑部侍郎。卒於唐文宗開成三年（838年）。
子王擢（字岩臣）、王应、王叔凤、王叔鸾。